# Primera División 1966-1967 (Spagna)
La Primera División 1966-1967 è stata la 36ª edizione della massima serie del campionato spagnolo di calcio, disputato tra il 10 settembre 1966 e il 23 aprile 1967 e concluso con la vittoria del Real Madrid, al suo dodicesimo titolo.
Capocannoniere del torneo è stato Waldo Machado (Valencia) con 24 reti.

## Classifica finale
|       | Pos. | Squadra             | Pt | G  | V  | N  | P  | GF | GS | DR  |
| ----- | ---- | ------------------- | -- | -- | -- | -- | -- | -- | -- | --- |
|       | 1.   | Real Madrid         | 47 | 30 | 19 | 9  | 2  | 58 | 22 | +36 |
|       | 2.   | Barcellona          | 42 | 30 | 20 | 2  | 8  | 58 | 29 | +29 |
|       | 3.   | Español             | 37 | 30 | 15 | 7  | 8  | 50 | 40 | +10 |
|       | 4.   | Atlético Madrid     | 35 | 30 | 14 | 7  | 9  | 57 | 30 | +27 |
|       | 5.   | Real Saragozza      | 34 | 30 | 14 | 6  | 10 | 51 | 50 | +1  |
| [ 2 ] | 6.   | Valencia            | 32 | 30 | 14 | 4  | 12 | 58 | 37 | +21 |
|       | 7.   | Athletic Bilbao     | 31 | 30 | 11 | 9  | 10 | 43 | 36 | +7  |
|       | 8.   | Sabadell            | 30 | 30 | 11 | 8  | 11 | 35 | 38 | -3  |
|       | 9.   | Elche               | 27 | 30 | 9  | 9  | 12 | 41 | 50 | -9  |
|       | 10.  | Pontevedra          | 27 | 30 | 9  | 9  | 12 | 28 | 32 | -4  |
|       | 11.  | Las Palmas          | 26 | 30 | 8  | 10 | 12 | 32 | 38 | -6  |
|       | 12.  | Córdoba             | 26 | 30 | 9  | 8  | 13 | 28 | 44 | -16 |
|       | 13.  | Siviglia            | 25 | 30 | 9  | 7  | 14 | 28 | 47 | -19 |
|       | 14.  | Granada             | 23 | 30 | 8  | 7  | 15 | 32 | 46 | -14 |
|       | 15.  | Hércules            | 20 | 30 | 6  | 8  | 16 | 32 | 60 | -28 |
|       | 16.  | Deportivo La Coruña | 18 | 30 | 7  | 4  | 19 | 25 | 57 | -32 |

Legenda:
      Campione di Spagna e qualificato in Coppa dei Campioni 1967-1968
      Qualificato in Coppa delle Coppe 1967-1968
      Invitate alla Coppa delle Fiere 1967-1968
  Partecipa agli spareggi interdivisionali.
      Retrocesse in Segunda División 1967-1968
Regolamento:
Due punti a vittoria, uno a pareggio, zero a sconfitta.
In caso di arrivo di due o più squadre a pari punti, la graduatoria verrà stilata secondo la classifica avulsa tra le squadre interessate che prevede, in ordine, i seguenti criteri:
- Punti negli scontri diretti.
- Differenza reti negli scontri diretti.
- Differenza reti generale.
- Reti realizzate in generale.

## Spareggi

### Spareggi interdivisionali
Agli spareggi interdivisionali si scontravano la 13ª e 14ª classificata in Primera División con le seconde classificate dei due gironi di Segunda División. Le squadre vincenti dei due incontri avevano diritto a partecipare alla stagione successiva di Primera División.
|                | Risultati |                | Luogo e data             |
| -------------- | --------- | -------------- | ------------------------ |
| Siviglia       | 1-0       | Sporting Gijón | Siviglia, 28 maggio 1967 |
| Sporting Gijón | 0-1       | Siviglia       | Gijón, 4 giugno 1967     |
|                |           |                |                          |
| Real Betis     | 2-0       | Granada        | Siviglia, 18 giugno 1967 |
| Granada        | 1-0       | Real Betis     | Granada, 25 giugno 1967  |
|                |           |                |                          |

## Statistiche

### Squadre

#### Capoliste solitarie
|    | —— | —— | ——       | ——       | —— | ——  | ——  | —— | ——          | ——          | ——          | ——          | ——          | ——          | ——          | ——          | ——          | ——          | ——          | ——          | ——          | ——          | ——          | ——          | ——          | ——          | ——          | ——          | ——          | —— |  |
|    |    |    | Valencia | Valencia |    | Val | RMa |    | Real Madrid | Real Madrid | Real Madrid | Real Madrid | Real Madrid | Real Madrid | Real Madrid | Real Madrid | Real Madrid | Real Madrid | Real Madrid | Real Madrid | Real Madrid | Real Madrid | Real Madrid | Real Madrid | Real Madrid | Real Madrid | Real Madrid | Real Madrid | Real Madrid |    |  |
|    |    |    |          |          |    |     |     |    |             |             |             |             |             |             |             |             |             |             |             |             |             |             |             |             |             |             |             |             |             |    |  |
|    |    |    |          |          |    |     |     |    |             |             |             |             |             |             |             |             |             |             |             |             |             |             |             |             |             |             |             |             |             |    |  |
| 1ª | 2ª | 3ª | 4ª       | 5ª       | 6ª | 7ª  | 8ª  | 9ª | 10ª         | 11ª         | 12ª         | 13ª         | 14ª         | 15ª         | 16ª         | 17ª         | 18ª         | 19ª         | 20ª         | 21ª         | 22ª         | 23ª         | 24ª         | 25ª         | 26ª         | 27ª         | 28ª         | 29ª         | 30ª         |    |  |